# Japan Energy
K.K. Japan Energy (jap. 株式会社ジャパンエナジー, Kabushiki-gaisha Japan Enajī, engl. Japan Energy Corporation) ist ein Mineralölunternehmen aus Japan. Die Firma gehört zum japanischen Unternehmen Nippon Mining Holdings K.K. (新日鉱ホールディングス株式会社, Shin-Nikkō Hōrudingsu Kabushiki-gaisha). Nippon Mining Holdings Group hat vier Hauptbereiche: Mineralöl, Buntmetalle, elektronische Materialien und andere Bereiche.
Das Mineralöl wird in Tankstellen verkauft unter der Marke JOMO (ジョモ, Abkürzung für Joy of Motoring).